# Phantom (2013)
Phantom (Phantom: Submarino Fantasma (título em Portugal) ou Phantom: A Última Missão (título no Brasil)) é um filme estado-unidense realizado e escrito por Todd Robinson, produzido pelo estúdio de cinema angolano RCR Media Group e protagonizado por Ed Harris, David Duchovny e William Fichtner. Foi exibido nos Estados Unidos a 1 de março, em Portugal a 1 de agosto e em Angola a 2 de agosto de 2013.

## Elenco
- Ed Harris como Demi
- David Duchovny como Bruni
- William Fichtner como Alex Kozlov
- Lance Henriksen como Markov
- Johnathon Schaech como Pavlov
- Jason Beghe como Semak
- Sean Patrick Flanery como Tyrtov
- Jason Gray-Stanford como Sasha
- Julian Adams como Bavenod
- Derek Magyar como Garin